# Прапор Угорщини
Прапор Угорщини — один з офіційних символів держави Угорщина.
Державний прапор Угорської Республіки складається з червоної, білої і зеленої горизонтальних смуг. Червоний колір символізує кров угорських патріотів, пролиту в боротьбі за незалежність Угорщини. Білий колір — символ етичної чистоти і благородства ідеалів угорського народу. Зелений колір — символ надії на краще майбутнє країни. Прапор у теперішньому вигляді існує з 1957 року.

## Кольори
Кольори прапора Угорщини визначені в офіційному документі MSZ 1361:2009:
| Кольорова схема | Багрянець          | Білий               | Темно-Зелений       |
| --------------- | ------------------ | ------------------- | ------------------- |
| Pantone         | 18-1660 TCX Tomato | Білий               | 18-6320 TCX Fairway |
| CIELAB          | 44.0, 60.0, 32.0   | 100.0, 128.0, 128.0 | 37.5, 26.0, 144.0   |
| RGB             | 206, 41, 57        | 255, 255, 255       | 71, 112, 80         |
| HEX             | #CE2939            | #FFFFFF             | #477050             |

## Конструкція прапора
|                     |
| Конструкція прапора |